# Kalls sameby
Kalls sameby, är en sameby i västra Jämtland, belägen inom nordvästra delen av Kalls socken, Åre kommun. 
Kalls sameby är en av Sveriges totalt 51 samebyar. Samebyns område ligger väster om sjön Torrön och norr om sjön Anjan. Den omfattar i huvudsak Skäckerfjällen samt Gaundalsfjället (Lattagiela).
Det är Sveriges minsta med cirka 1 400 renar och två renskötselföretag.

## Historia
Den sydsamiska befolkningen inom Kalls sameby finns främst i byn Anjan samt i vistet Ottjölägret och området däromkring.